# Zbigniew Badeński
Zbigniew Badeński (ur. 26 września 1942 w Poraju, zm. 13 września 2020) – polski kontradmirał i doktor nauk wojskowych, morski oficer pokładowy okrętów rakietowych. W okresie od 1960 do 2002 służył w Marynarce Wojennej. Był m.in. dowódcą ORP „Gdańsk” oraz szefem szkolenia – zastępcą dowódcy Marynarki Wojennej. Karierę zakończył na stanowisku szefa Sztabu Marynarki Wojennej.

## Wykształcenie
W 1960 rozpoczął naukę na Wydziale Dowódczym w Wyższej Szkole Marynarki Wojennej w Gdyni. Podczas studiów został w 1962 skierowany do Kaspijskiej Wyższej Szkoły Marynarki Wojennej ZSRR w Baku, gdzie na Wydziale Uzbrojenia Specjalnego kształcił się w zakresie użycia morskich systemów rakietowych. Jest również absolwentem studiów podyplomowych w Wyższej Szkole Marynarki Wojennej (1973–1975). Na tej uczelni w latach 1973–1979 odbył studia doktoranckie i uzyskał stopień naukowy doktora nauk wojskowych.

## Służba wojskowa
Po powrocie do Polski w 1966 rozpoczął służbę w 3 dywizjonie kutrów torpedowych 3 Brygady Kutrów Torpedowych w Gdyni, a od 1971 w 2 dywizjonie kutrów rakietowo-torpedowych 3 Flotylli Okrętów w Gdyni. Zajmował kolejno stanowiska dowódcy działu rakietowo-artyleryjskiego ORP „Elbląg” (1966–1968), zastępcy dowódcy okrętu na OORP „Kołobrzeg"” i „Elbląg” (1968–1971) oraz dowódcy okrętu na ORP „Gdańsk” (1971–1973). W 1979 został adiunktem w Katedrze Sztuki Operacyjnej i Taktyki Rodzajów Sił Marynarki Wojennej Wyższej Szkoły Marynarki Wojennej. Od 1983 przebywał w Dowództwie Marynarki Wojennej w Gdyni. Początkowo był zastępcą szefa, a następnie szefem Oddziału Operacyjnego w Sztabie Marynarki Wojennej. W 1987 objął funkcję zastępcy szefa Sztabu Marynarki Wojennej ds. operacyjnych, natomiast w 1999 wyznaczono go na stanowisko szefa Szkolenia – zastępcy dowódcy Marynarki Wojennej. W latach 2000–2002, był szefem Sztabu Marynarki Wojennej, a po przejściu w stan spoczynku rozpoczął pracę naukową Akademii Marynarki Wojennej w Gdyni.
W okresie pełnienia funkcji ministra obrony narodowej przez Antoniego Macierewicza odszedł ze stanowiska profesora wizytującego AMW.

## Awanse
- podporucznik marynarki – 1964
- porucznik marynarki – 1967
- kapitan marynarki – 1971
- komandor podporucznik – 1976
- komandor porucznik – 1981
- komandor – 1985
- kontradmirał – 1996

## Odznaczenia
- Krzyż Oficerski Orderu Odrodzenia Polski (2001)[3]
- Krzyż Kawalerski Orderu Odrodzenia Polski
- Złoty Krzyż Zasługi
- Złoty Medal „Siły Zbrojne w Służbie Ojczyzny”
- Srebrny Medal „Siły Zbrojne w Służbie Ojczyzny”
- Złoty Medal „Za Zasługi dla Obronności Kraju”
- Srebrny Medal „Za zasługi dla obronności kraju”
- Brązowy Medal „Za zasługi dla obronności kraju”